# Serin du Tibet
Spinus thibetanus
Espèce
Statut de conservation UICN

 LC  : Préoccupation mineure
Le Serin du Tibet (Spinus thibetanus, anciennement Serinus thibetanus) est une espèce de passereaux de la famille des Fringillidae.

## Distribution
Partie orientale de l’Himalaya (nord-est du Népal, Bhoutan), sud-est du Tibet, Inde (Arunachal Pradesh, Assam, ouest du Seutchouan, Sikkim), Chine (nord-ouest du Yunnan). Hiverne dans le nord du Myanmar.

## Habitat
L’espèce affectionne, en été, les boisements de tsugas et de bouleaux ainsi que les forêts mixtes de sapins et de bouleaux près de la limite des arbres et, en hiver, les aulnes et les tsugas. Elle est sédentaire peu commune en Chine, effectuant des déplacements saisonniers d’altitude en forêt subalpine (entre 4 000 m en été et 2 800 m en hiver).

## Alimentation
Il se nourrit de graines d’aulnes, de bouleaux et de conifères comme le suggère, d’ailleurs, son bec fin de type tarin des aulnes.

## Mœurs
Hors saison de reproduction, il évolue en groupes de 10 à 50 individus, atteignant parfois plusieurs centaines de sujets.

## Voix
Le chant consiste en un gazouillis acide et grinçant mêlant trilles et roulades émis sur un rythme assez rapide. Les cris se composent de notes nasillardes et bourdonnantes.

## Parade nuptiale, nidification
Elles ne sont pas documentées hormis l’observation d’oiseaux restant en couples en mai et en juin (Ali & Ripley 2001). Peng Jitai (in Ottaviani 2011) observe régulièrement l’espèce à Kangding et à Batang dans le Seutchouan et constate qu’à partir de fin-avril les oiseaux se tiennent par couples, évoluent dans les grands conifères où les mâles émettent des chants plus vigoureux, ce qui suggère des conditions de nidification mais il n’a jamais découvert de nid. On peut donc supposer que le serin du Tibet niche à grande hauteur sur les rameaux des conifères, à la manière du tarin des aulnes.